# Герб принца Испании
Герб принца Испании (исп. escudo de armas de príncipe de España) — личный герб принца Испании, утверждённый декретом главы государства 814 от 22 апреля 1971 года, в соответствии с которым был утверждён вид флагов, штандартов и другой символики наследника испанского престола.

## История
В 1969 году каудильо Испании генерал Франко назначил Хуана Карлоса своим «преемником главы испанского государства с титулом короля», но дал ему новый титул принца Испании, поскольку не обладал полномочиями присвоить ему традиционный для наследников испанского престола титул принца Астурийского. В связи с этим с 1971 по 1975 год Хуан Карлос использовал в качестве личного герба не герб принца Астурийского, а герб принца Испании, утверждённый декретом от 22 апреля 1971 года. Эта версия герба была почти идентична той, которая была принята после его вступления на престол в 1975 году. Единственное отличие заключалось в том, что в версии герба 1971 года фигурировала геральдическая корона наследного принца Испании, которая имеет четыре полусферы, из которых три видны (геральдическая корона монарха Испании имеет восемь полусфер, из которых пять видны).

## Описание
Щит разделен на четыре части, которые содержат следующие изображения:
- 1-я четверть, золотой трёхбашенный замок на красном фоне с лазурными воротами и окнами, символизирующий Кастилию;
- 2-я четверть — на серебряном фоне пурпурный лев с раскрытой пастью, увенчанный короной, символизирующий Леон;
- 3-я четверть — чередующиеся золотые и четыре красные полосы, символизирующие Арагон;
- 4-я четверть — на красном фоне цепи, образующие крест с зелёной точкой в центре, символизирующие Наварру.

Внизу на серебряном фоне, два зелёных листа с символическим плодом граната, символизирующим Гранаду.
В центе щита на лазурном фоне с красной каймой три геральдических лилии — символ династии Бурбон-Анжу.
Щит окружён цепью ордена Золотого руна и увенчан изображением геральдической короны наследного принца Астурийского — золотой короной с драгоценными камнями, с восемью розетками и восемью вкраплёнными жемчужинами, закрытыми сверху четырьмя полусферами, из которых три видны, также украшенными жемчугом и увенчанными крестом на символическом изображении земного шара.